# Джабаль-Амель
Джабаль-Амель (جبل عامل, горы Амиля) — историческое название горного региона в южном Ливане до создания современного Ливана в 1920 году. Название происходит от имени Амиля бин Сабаа, перебравшегося в Ливан из Йемена после разрушения в VI веке Марибской плотины.
В этом регионе живут преимущественно шииты.